# Arian Moayed
Arian Moayed (Teheran, 15 april 1980) is een Iraanse-Amerikaanse acteur. Hij  kreeg vooral naamsbekendheid door zijn rollen als: Stewy Hosseini in de HBO-serie Succession, Todd Spodek in de Netflix-serie Inventing Anna en Agent P. Cleary in de Marvel Cinematic Universe projecten Spider-Man: No Way Home en de Disney+-serie Ms. Marvel. Moayed won een Tony Award voor beste mannelijke bijrol in een toneelstuk voor zijn optreden in Bengal Tiger at the Baghdad Zoo, een kreeg ook een Tony Award voor zijn rol The Humans.

## Biografie
Moayed werd geboren in Teheran, Iran. Zijn vader was bankier. Zijn ouders emigreerde in 1986 van Iran naar Glenview, Illinois in de Verenigde Staten toen Moayed vijf jaar oud was. Hij spreekt Perzisch. 
Moayed studeerde in 1998 af aan de Glenbrook South High School. Waarna hij zijn bachelorsdiploma haalde aan de Universiteit van Indiana in 2002. Tijdens zijn studie speelde hij in toneelstukken van Samuel Beckett, Carlo Goldoni en William Shakespeare.

## Filmografie
- Virtual International Authority File: 8150161575649304730004